# خانه اعلم
خانه اعلم مربوط به دوره قاجار است و در اصفهان، خیابان عبدالرزاق، محله پشت بارو، بن‌بست زرگر واقع شده و این اثر در تاریخ ۱۸ مهر ۱۳۷۵ با شمارهٔ ثبت ۱۷۵۲ به‌عنوان یکی از آثار ملی ایران به ثبت رسیده‌است.